# 한스 예쇼네크
한스 예쇼네크(Hans Jeschonnek, 1899년 4월 9일 ~ 1943년 8월 18일)는 독일의 상급대장 (Generaloberst) 이자, 제2차 세계 대전 중 나치 독일 공군의 참모장이다. 1943년 8월에 자살하였다.

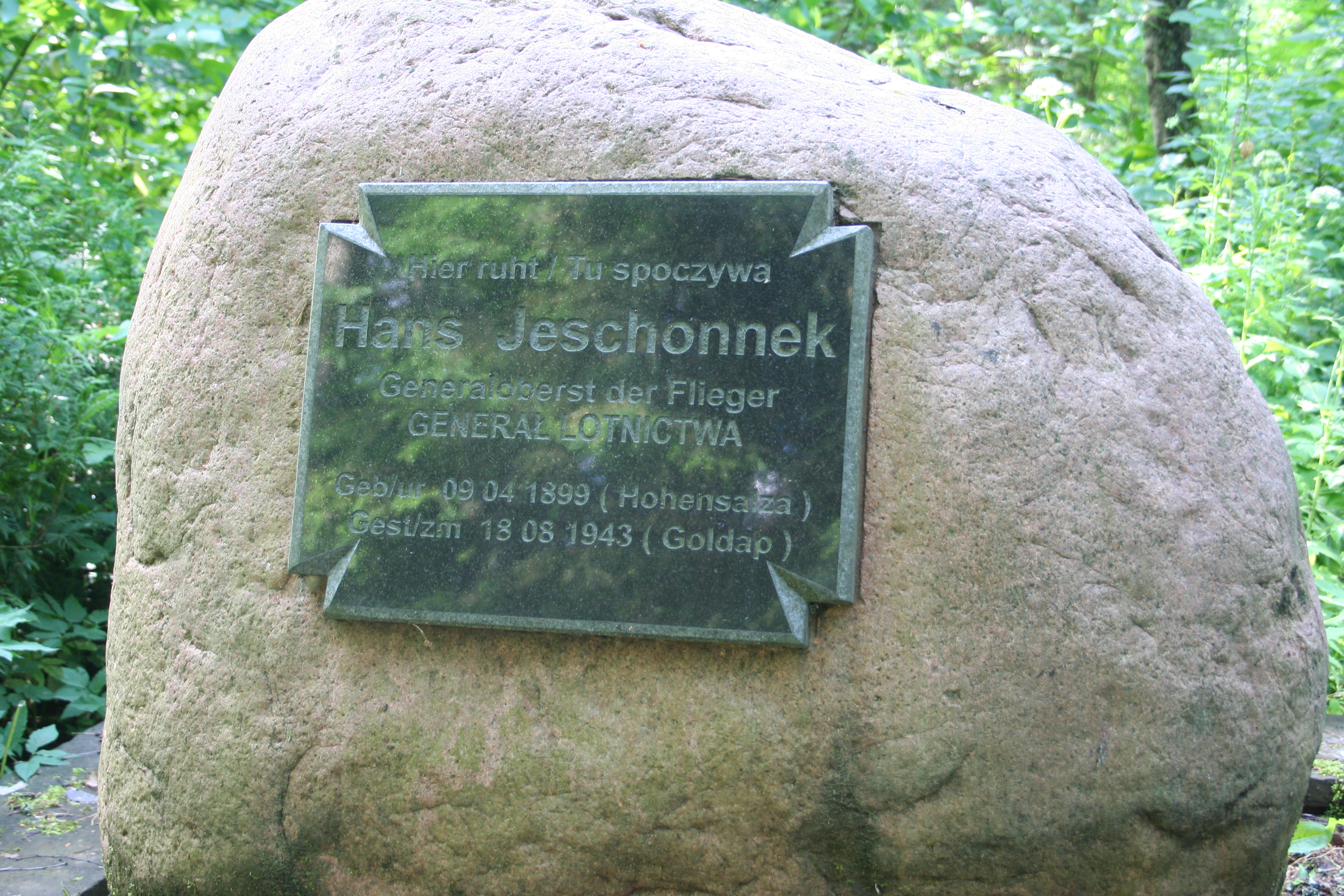
한스 예쇼네크의 무덤 표지석